# Akoupé
Akoupé este o comună din regiunea La Mé, Coasta de Fildeș.